# 忽那健太
忽那 健太（くつな けんた、1994年9月13日 - ）は、ラグビーユニオンの選手。

## 略歴
愛媛県松山市出身。松山ラグビースクール（愛媛県）時代に「忽那三兄弟」と呼ばれた次男。
松山市立城西中学校時代、愛媛県選抜チームに選出され、主将として全国ジュニア・ラグビーフットボール大会に出場した。
2010年、石見智翠館高等学校（島根県）に入学し、3年時には高校日本代表候補に選ばれ、主将として先発10番で花園（全国高等学校ラグビーフットボール大会）に出場した。
2013年、筑波大学では、2年時・3年時には日本選手権（日本ラグビーフットボール選手権大会）に出場した。3年時の終わりから主将に就任。
2017年、ジャパンラグビートップリーグのHonda Heat（現・三重ホンダヒート）に加入。
2018年10月13日に行われたジャパンラグビートップリーグ2018-2019第6節のコカ・コーラレッドスパークス戦にて先発出場で公式戦初出場を果たす。
2019年、第74回国民体育大会ラグビーフットボール競技、成年男子（7人制）の部に三重県代表として出場し優勝した。
2021年、シーズン終了後Honda Heatを退団。同年、膀胱癌と診断されるも3年間の治療を経て、社会復帰した。
2021年、治療を受けながら名古屋学院大学ラグビー部（愛知県瀬戸市）のコーチに就任。2023年3月まで2年間指導に携わる。
2023年4月、選手として現役復帰し、スコットランドでのプロ活動への挑戦を表明した。
2年間のビザを持ち、スコットランドのヘリオッツ・ラグビークラブ（Heriot's Rugby Club）に加入した。2023-24シーズンはヘリオッツ・ラグビークラブ内のアマチュアチームに在籍しながら、プロチーム「ヘリオッツ・ラグビー（Heriot's Rugby）」への移行（プロ選手契約）を目指して活動を始めた。
しかし、ヘリオッツ・ラグビークラブ内のプロチーム「ヘリオッツ・ラグビー（Heriot's Rugby）」が所属していたプロリーグ「スーパーシリーズ（FOSROC Super Series）」が2024年6月8日の試合を最後に解散。忽那が入団契約を目指していたプロチーム「ヘリオッツ・ラグビー（Heriot's Rugby）」も、活動を停止した。
2024-25シーズンから ヘリオッツ・ラグビークラブは、複数のアマチュアチームのみ（1st XV、2nd XV、２As）での運営になり、クラブ内でプロチームへの移行（プロ契約）はできなくなった。忽那は、クラブ内の1部チーム（1st XV）に在籍し、アマチュアリーグ「プレミアシップ（Arnold Clark Premiership）」に出場。
2025年2月23日、上述のとおり、プロ契約への道が狭くなったことやビザの切れ目となることから、3月に日本へ帰国した。
2025年4月7日、韓国実業団ラグビーユニオン「Korea Super Rugby League（코리아 슈퍼럭비리그、韓国スーパーラグビーリーグ）」のOKman Rugby Club（ウッメン・ラグビークラブ、읏맨 럭비단）に、1か月のみのプロ契約を結んだことが発表された。

## 家族
弟はラグビー選手の忽那鐘太で、3兄弟ともラグビー経験者。